# La Prenyanosa
La Prenyanosa (spanisch: Preñanosa) ist ein spanisches Dorf im Gemeindegebiet von Cervera, La Segarra. Im Jahr 2018 hatte die Siedlung insgesamt 12 Einwohner.

## Geschichte
Die schriftliche Erwähnung stammt aus dem Jahr 1024. Der Name des Dorfes erscheint auch im Kirchenprotokoll der Kirche von Guissona aus dem Jahr 1099. Ab dem 12. Jahrhundert gehörte La Prenyanosa zum Herrschaftsbereich des Klosters von Solsona. In der Anfangszeit gab es eine Burg.
Bis 1972 war La Prenyanosa eine eigenständige Gemeinde, zu der die Siedlungen La Cardosa, Malgrat de Segarra, Sant Miquel de Tudela, Queràs und Castellnou d’Oluges gehörten.

## Lage
Das Dorf liegt am linken Ufer des Flusses Sió, drei Kilometer von Cervera und zwölf Kilometer von Guisona entfernt. Es verfügt über 23 Häuser, die an einem Hang angeordnet und nach Osten ausgerichtet sind.
Die Pfarrkirche ist Sant Miquel gewidmet. Einige romanische Bauteile sind erhalten geblieben. Etwas abseits befindet sich der Friedhof.